# Seznam palestinskih politikov
Seznam palestinskih politikov in borcev

## A
- Abu Abbas
- Mahmoud Abbas - "Abu Mazen"
- Ahmed Abu Artema
- Abu Bashar (Yasser Abed Rabbo)
- Khaled Abu Arafa
- Ibrahim Abu-Lughod
- Mousa Mohammed Abu Marzook
- Wasel Abu Yousef
- Zakaria al-Agha
- Azzam al-Ahmad
- Salah al-Bardawil (1959–2025)
- Mahmoud Al-Habash
- Halil Al Haja
- Ghassan Alian
- Riad Al Malki
- Abu Ali Mustafa
- Ziad Al Nahala
- Mahm(o)ud Al(o)ul
- Faraj Al-Tameezi
- Jaser Arafat
- Saleh al-Arouri/Saleh Al Aruri
- Hanan Ashrawi
- Bassam as-Salhi
- Muhammad Awad
- Nihad Awad

## B
- Ahmad Hilmi Abdul Baqi
- Bashir Barghouti
- Marwan Barghouti
- Mustafa Barghouti

## D
- Issam al-Da'alis
- Mohammed Dahlan - "Abu Fadi"
- Mohamed Deif
- Hussam ad-Din Jarallah
- Aziz Duwaik (Abdul Aziz Duwaik)
- Tajser al Džabari - 'Abu Mahmud'
- Ahmed Džibril

## E
- Ejad El-Sarraj
- Saeb Erekat

## F
- Majid Faraj/Mažid Faradž
- Qadura Fares
- Rawhi Fattouh
- Salam Fayyad

## G
- Adnan Adel Ghaith
- Zaki al-Ghul

## H
- George Habash
- Hader Habib
- Halil Haja
- Fathi Hamad
- Mohammed Hamarsheh
- Rami Hamdallah ("Abu Walid")
- Osama Hamdan
- Yahya Hammuda (1908 - 2006)
- Ismail Haniyeh
- Hani al-Hassan
- Khaled al-Hassan
- Muhammad Nimr al-Hawari
- Kamil al-Husayni
- Amin al-Husseini
- Adnan Ghaleb al-Husayni
- Faisal Abdul Qader al-Husseini
- Shafik al-Hut

## I
- Abu Ali Iyad (Walid Ahmad Nimer al-Naser)

## J
- Ahmed Jibril/Džibril

## K
- Farouk Kaddoumi
- Nayef Hawatmeh (Abu an-Nuf)
- Salah Khalaf
- Samiha Khalil
- Ruhi al-Khatib

## M
- Amin al-Majaj
- Rijad Mansur
- Khaled Mashal (Khālid Mashʿal) Haled Mašal
- Mousa Mohammed Abu Marzook
- Dalal Mughrabi
- Muhammad Mustafa

## N
- Fu'ad Nassar
- Jamil Othman Nasser
- Abu Nidal (Sabri Khalil al-Banna) "Amin al-Sirr"/ "Sabri Khalil Abd Al Qadir"
- Sari Nusseibeh

## O
- Husayn Muhammed al-Umari "Abu Ibrahim" ("the Bomb man")

## Q
- Ahmed Qurei (=? Ahmed Ali Muhammad Qureia /"Abu Ala" 1937 - 2023

## R
- Jibril Rajoub (Abu Rami)
- Abdel Aziz al-Rantisi
- Nizar Rayan
- Kamil Abu Rokon

## S
- Ahmad Sa'adat
- Ekrima Sa'id Sabri
- Basem Sadi
- Said Seyam
- Nabil Shaath
- Ghassan Shakaa
- Mohammad Shtayyeh
- Salah Shehade
- Ahmad Shukeiri
- Yahya Sinwar (Jahja Sinvar)

## Š
- Leila Šahid
- Mohamed Štajeh (Mohammad Shtayyeh)

## T
- Ahed Tamimi
- Tawfik Tirawi

## Y
- Khaled Yashruti (1937-70)
- Ahmed Yassin

## W
- Chalil Ibrahim al-Wazir (Abu Džihad)

## Z
- Mahmoud al-Zahar